# Billie Yorke
Adeline 'Billie' Yorke (Raualpindi, 19 de dezembro de 1910 - 9 de dezembro de 2000) foi uma tenista britânica dos anos 1930 que alcançou seus melhores resultados como especialista em duplas.
No Aberto da França, ela ganhou as duplas femininas por três anos consecutivos, junto com Simonne Mathieu (1936–1938). Com o mesmo parceira, ela também venceu Wimbledon em 1937.

Ela também venceu as duplas mistas no Campeonato da França em 1936, junto com Marcel Bernard.